# Maya Sita

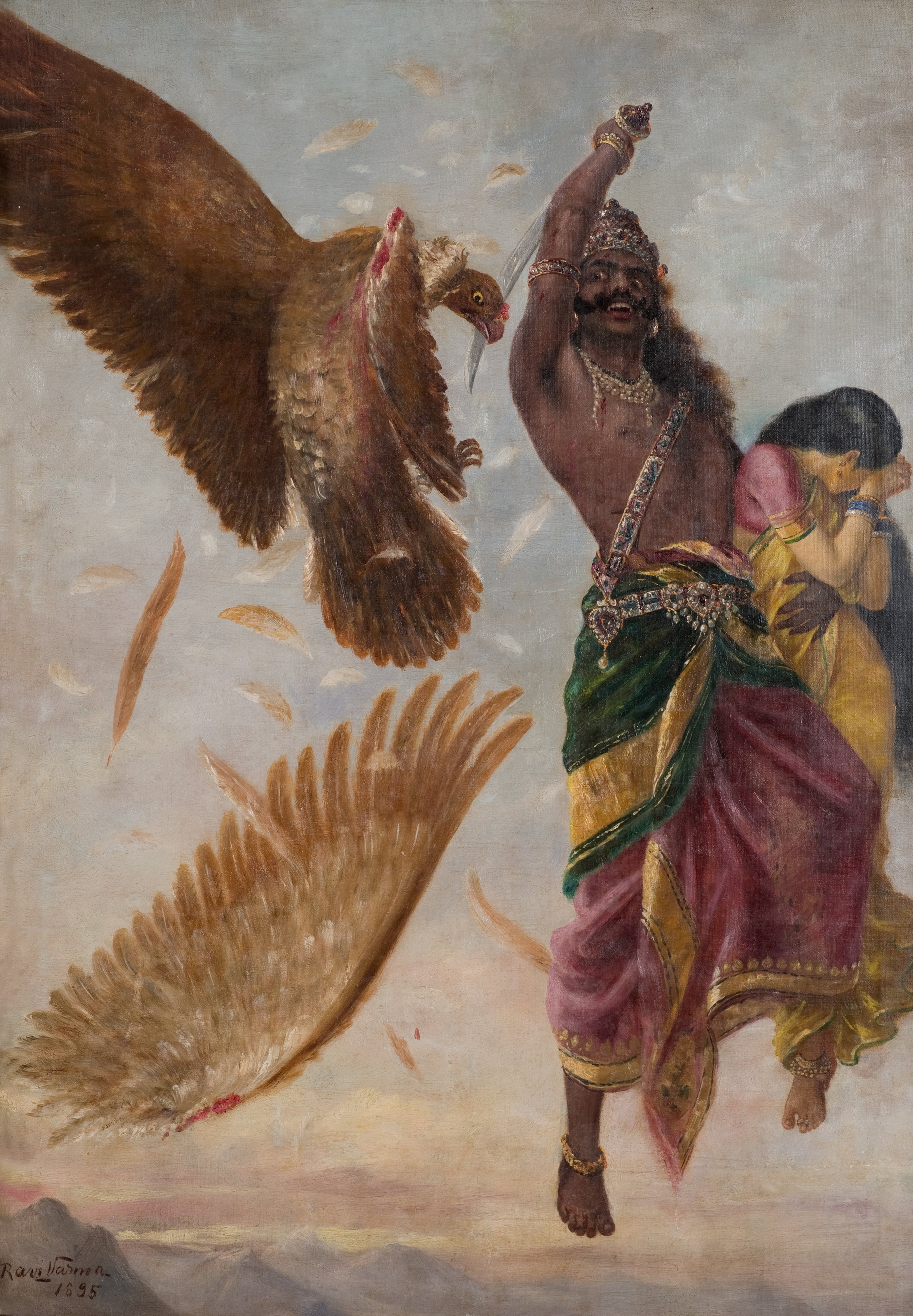
Algunas versiones del Ramayana narran que Maya Sita fue secuestrada por Ravana en vez de la Sita real.

En una de las adaptaciones de la leyenda épica hindú de Ramayana, Maya Sita (en sánscrito: माया सीता, "Sita ilusoria") o Chaya Sita (छाया सीता, "Sita sombra") es la doble de la diosa Sita (heroína de los textos), quien es secuestrada por el rey demonio Ravana de Lanka en vez de la Sita verdadera.   
En el Ramayana, Sita, la consorte de Rama (príncipe de Ayodhya y avatar del dios Vishnu) es raptada por Ravana y hecha prisionera en Lanka, hasta que es rescatada por Rama, que mata a su captor. Sita es sometida a una prueba de fuego por Agni Pariksha para probar su santidad antes de ser aceptada por Rama. En algunas versiones de la leyenda, el dios del fuego, Agni, crea a Maya Sita, quien toma el lugar de Sita y es secuestrada por Ravana, mientras que la Sita real se esconde en el fuego. En Agni Pariksh, Maya Sita y Sita vuelven a intercambiar lugares, mientras que algunos dicen que Maya Sita es destruida por las flamas de Agni. Otros narran que es bendecida y vuelta a nacer como la heroína Draupadi o la diosa Padmavati y algunas escrituras mencionan que antes había sido Vedavati, una mujer de la que Ravana había tratado de abusar.

## Trama original deRamayana
El Ramayana (siglo V a. C.) hecho por Valmiki, no menciona a Maya Sita. Sita, princesa de Mithila, está casada con Rama, príncipe de Ayodhya. Cuando sólo tenía 14 años, Rama fue obligado a irse a un exilio acompañado por Sita y su hermano Lakshmana. Ravana, el rey demonio de Lanka, trama en secuestrar a Sita con ayuda de Maricha, quien se transforma en un mágico ciervo dorado (Maya miriga), que hipnotiza a Sita. Mientras Rama está exiliado en el bosque Dandak, ve al ciervo y lo mata. El ciervo grita con la voz de Rama para pedir ayuda. Sita obliga a Lakshmana para que vaya a ayudar a Rama, dejándola sola. Ravana se disfraza como asceta y la secuestra. La aprisiona en la arboleda de Ashoka Vatika de Lanka, hasta que es rescatada por Rama. Cuando Rama duda de la castidad de Sita, ella debe pasar una pruebas de fuego hechas por Agni Pariksha. Sita debe entrar en una hoguera ardiente y declarar que le ha sido fiel a Rama sin salir lastimada. Sita sale ilesa probando su pureza, por lo que Rama la acepta de nuevo y regresan a Ayodhya, donde son coronados como rey y reina.

## Desarrollo

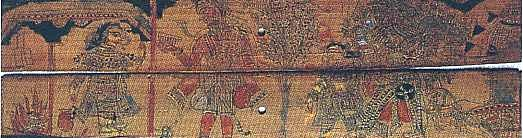
Folio Vaidehisa Vilasa de Oriya. Lado izquierdo: Sita se esconde en el fuego mientras Maya Sita recibe a Ravana, disfrazada de ascético. Lado derecho: Maya Sita es secuestrada por Ravana.

El Kuma Purana (550–850 d. C.) es el primer texto que revela la aparición de Maya Sita. El evento clave de la historia del Ramayana, el secuestro de Sita por Ravana, fue reemplazado con el secuestro de Maya Sita, mientras que Sita se protegía en un refugio de Agni, dios del fuego. Este importante suceso ideológico, en Vaishnavism (secta Vishnu-céntrica) protege la castidad de Sita. Algunas versiones del Ramayana, como las que aparecen en el Mahabharata (s. I a. C. - s. IV d. C.), el Vishnu Purana (s. I a. C. - s. IV d. C.) y el Harivamsa (s. I-300 d. C.), omiten la aparición de Agni Pariksha para evitar cuestionar la castidad de Sita, sin embargo, gracias a Agni, Sita y Maya Sita pueden intercambiar lugares en varias versiones.
Con la creciente popularidad del movimiento bhakti de Rama en el siglo XII, varias obras incluyeron la aparición de Maya Sita. Varios devotos no podían pensar en que Sita, una de las principales diosas, fuera secuestrada por el demonio de Ravana. La aparición de Maya Sita salva a Sita de sufrir la custodia y abuso de Ravana.
Aunque el personaje de Maya Sita fue visto por primera vez en Kurma Putana y Brahma Purana, es en el Ramayana Adhyatma  donde Maya Sita adquiere verdadera importancia en la trama. El concepto de maya (ilusión) es una parte integral de la narrativa; siendo los mejores ejemplos Maya Sita y Maya mriga (ciervo ilusorio). Aunque el Ramayana Adhyatma  se originó en Varanasi, al norte de la India, influyó a Malaya (sur de India) y a Oriya (India oriental) y a los Ramcharitmanas de Tulsidas.
Como antes no se sabía del reemplazo de Sita por Maya Sita, la castidad de Sita se cuestión. Ya los nuevos textos, explícitamente mencionan que Agni Pariksha destruye a Maya Sita junto con "el estigma de la vergüenza pública", que Sita habría tenido que soportar. Sita se salva de una humillación pública al probar su castidad ante Agni Parisha. El estatus moral de Rama y Sita fue protegido con la aparición de Maya Sita.
Maya Sita también aparece en el Devi Bhagavata Purana (s. VI - XIV d. C.) y Adbhuta Ramayana (siglo XIV d. C.), así como en los trabajos de Oriya, como el Balarama Jagamohana Ramayana de Dasa, Valdhisha Vilasa de Upendra y el Ramilla, dramáticas populares que recrean el Ramayana.

## Leyenda

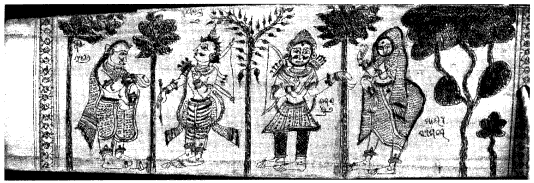
Creación de Maya Sita, folio del Ramayana Adhyatma

En el Kurma Purana, Sita le reza a Agni justo cuando Ravana llega a secuestrarla. Agni crea a Maya Sita, una copia exacta de Sita, quien toma su lugar y es secuestrada mientras Sita es llevada al cielo por Agni. Después de la muerte de Ravana, Maya Sita entra al fuego creado por Pariksha y Agnia le regresa a Sita. El Chaitanya Charitamrita, una biografía de Vaishnava, el santo Chaitanya Machaprabhu (1486-1533), de Krishnadasa Kaviraja (1496), hace alusión a la historia de Kuma Purana. Chaitanya conoce a Brahmin, devoto de Rama, en Madurai. Brahmin queda devastado después de saber que Sita, madre del universo y diosa suprema de la fortuna, pudo haber sido tocada por Ravana y deja de comer. El santo lo consuela diciendo que la forma espiritual de Sita no puede ser tocada por ningún demonio y que había sido Maya Sita la raptada por Ravana. Brahmin se siente mejor y aceptar la comida. Cahintanya después viaja a Rameswaram, donde escucha el Kuma Purana, con lo que obtiene suficiente prueba para convencer a Brahmin de la castidad de Sita.
Mientras Agni es el salvador en Kuma Purana, en el Ramayana Adhyatma, Rama reemplaza a Agni. Rama conoce las intenciones de Ravana y le ordena a Sita poner su chaya (sombra) afuera de la cabaña y esconderse en el fuego para que Ravana secuestrara únicamente a la sombra. Después de la muerte de Ravana, Sita se vuelve a unir a Rama, crea su forma ilusoria, Maya Sita, quien entra al fuego en su lugar. El Bhanubhakta Ramayana de Bhanubhakta Acharya (1814-1868) retrata a Rama creando la forma ilusoria de Sita del sagrada pasto kusha, al momento a Agni le entrega Sitia. Al morir Ravana, Maya Sita se vuelve cenizas y Sita reaparece en el mundo. Una serie popular de televisión en la India, Ramayana (1987-88) por Ramanand Sagar, revera que Maya Sita reemplaza a Sita con ayuda de Agni Pariksha.

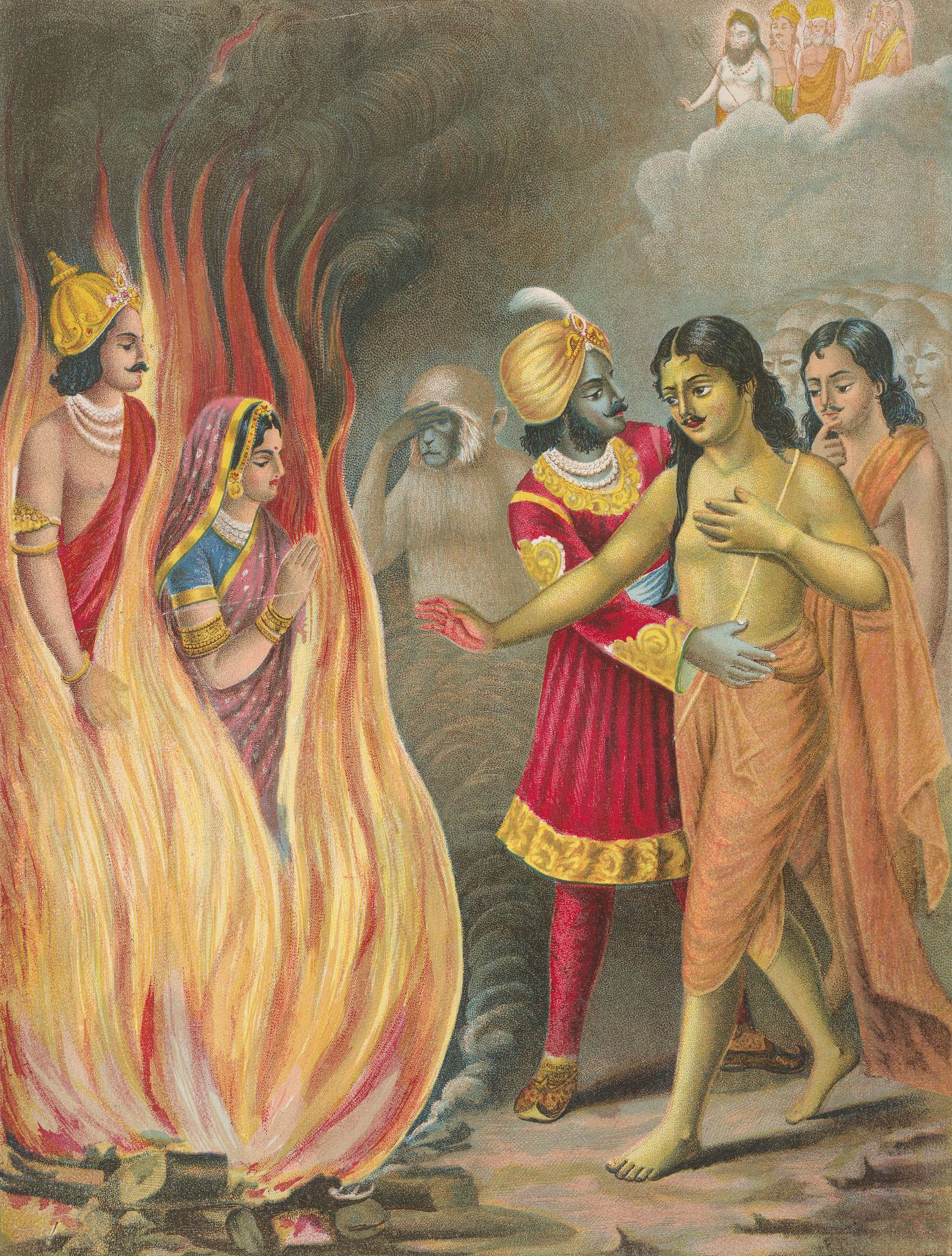
Rama afligido (a la derecha) ve a Sita (a la izquierda) protegida por Agni. Maya Sita es reemplazada por Sita en el fuego de Agni Pariksha.

Las narrativas de Brahma Vaivarta Purana y Devi Bhagavata Purana  son similares entre sí y hablan de la vida de Maya Sita después de Agni Pariksha. El Devi Bhagavata Purana menciona: Agni, disfrazado como Brahmin, va con Rama y le informa que ha sido enviado por los dioses para advertirle de su futuro, cuando él renazca en la tierra y luche contra Ravana, Sita será secuestrada causando su gran fracaso. Por lo que Agni le sugiere que le entregue a Sita para cuidarla, mientras Maya Sita la sustituye para que después de que Ravana muera, Sita vuelva con él. Rama acepta, por lo que Agni crea a Maya Sita y se lleva a la Sita real, prometiéndole a Rama volver a sustituirlas después de la muerte de Ravana. Nadia se enterea, ni siquiera Lakshmana, y efectivamente Maya Sita es secuestrada y después desaparecida en el fuego de Agni Pariksha a la muerte de Ravana. Cuando Rama abandona a la joven Maya Sita y la deja con Agni Pariksha, ella se queda preocupada por su futura y cuestiona a Rama y a Agni de su futuro. Le sugieren que vaya a Pushkar para realizar austeridades (Tapas) y convertirse en Svargalakshmi ("Lakshmi del cielo") como resultado de su ascetismo. Shiva se complace con su penitencia y promete concederle una transformación divinia. Maya Sita se convierte en Svargalakshmi tras practicar austeridades por tres años. Shiva la bendice y renace como Draupadi, princesa de Pancala, quien tendrá cinco esposos. Draupadi, la heroína de Mahabharata, nace de las flamas de un yajna (sacrificio de fuego) de Drupada (rey de Panchala) y luego se convierte en la esposa de los cinco hermanos Pandava, príncipes del reino Kuru. El texto también declara que en su vida anterior, Maya Sita era Vedavati, una mujer que Ravana alguna vez intentó raptar, por lo que lo maldijo diciéndole que ella sería la causa de su ruina. Como ha renacido en tres yugas (un ciclo de repetición de 4 años), Vedavati en Satya yuga, Maya Sita en Treta Yuga y Draupadi en Dwapara yuga, se le conoce como Trihayani, quien aparece en tres etapas.
El texto de Tamil, Sri Venkatachala Mahatyam relaciona a Maya Sita con Vedavati, pero considera que su próximo nacimientro es Padmavati, no Draupadi. Después de que Ravana trata de abusar de Vedavati, ella lo maldice diciendo que destruirá a todo su clan. Ella busca la protección de Agni y él la consuela y le da, además de un techo, la oportunidad de vengarse. Agni la disfraza de Sita, para que sea secuestrada por Ravana. Después de que Rama mata a Ravana y busca a Sita, queda impactado al ver a dos Sitas. La Sita real le dice que Vedavati fue la secuestrada por Ravana, por lo que lo obliga a casarse con ella, sin embargo, Rama no acepta, pues ya había prometido tener una sola esposa en ese nacimiento. En cambio, promete que en Kali yuga (la etapa final), aparecerá en la tierra como Venkateshwara y Vedavati nacerá como Padmavati, con quien se casará.  A diferencia de los textos sánscritos, Agni planea todo y Sita conspira con él para protegerse a sí misma, pero también a Sita Maya.
En el Ramayana Adhyatma de Thunchaththu Ezhuthachan (siglo XVI), Vedavati, disfrazada de Sita, aparece ante Sita y se ofrece como voluntaria para ser secuestrada en su lugar. Siguiendo el consejo de Vedavati, Sita se esconde bajo el fuego y protección de Agni. Tras el regreso de Sita y Rama, Vedavati es bendecida para casarse con Vishnu en Kali yuga.
Algunas veces, Sita reemplaza temporalmente a Maya Sita antes del fuego de Agni Pariksha. El Ramayana, narra el dios mono Hanuman, un devoto de Rama, fue enviado por el mismo Rama para buscar a Sita y con éxito la encuentra protegiéndose en Lanka, a donde llega Rama para unirse de nuevo con ella. El Sri Sankat Monchan Hanuman Charit Manas de Sundd (1998), un texto devocional atribuido a Tulsidas y dedicado a Hanuman, también menciona a Maya Sita, pero cuestiona como Hanuman podía interactuar con tal devoción con una Sita falsa, por lo que se propone que Sita reemplazaba a Maya Sita en cautiverio para encontrarse con el gran devoto.

## Dobles divinas: inspiración e influencias
Aunque la historia de Maya Sita no aparece en los textos originales del Ramayana, Maya Sita aparece por primera vez en la leyenda propia. En la batalla entre Rama y Ravana, Indrajit, el hijo de Ravana, crea la forma ilusoria de Sita (Maya Sita) y la mata en frente de Hanuman, el mono de Rama, como táctica de guerra para amortiguar los espíritus del ejército de Rama. Hanuman, totalmente engañado va a decirle Rama, quien queda sorprendido. Sin embargo, pronto sospechan que debió haber sido una ilusión hecha por Indrajit. Otra doble de Sita aparece a lo largo de la leyenda; al final del Ramayana, una imagen dorada de Sita reemplaza a la Sita real para que lograra pasar los sacrificios de fuego que probarían su castidad.
El Ramayana Ananda sí menciona a Maya Sita, quien es secuestrada por Ravana, pero tiene una Sita ilusoria llamada Rajatamomayi Chaya ("sombra de los elementos Rajas y Tamas"), quien es abandonada por Rama mientras sattva-rupa ("forma sattva"), la Sita real, permanece sin ser vista por su esposo, como cualquier esposa tradicional hindú.
El Ramavataram de Kamban (siglo XII), narra que Shurpanakha, la hermana de Ravana, se hace pasar por Sita para seducir a Rama, pero él se da cuenta. En el siglo XIV, en un texto de Nepal, Shurpankha también se disfraza de Sita y esta vez sí lo engaña. Cuando aparece la Sita real, Rama queda perplejo, sin embargo, Lakshmana prueba a las dos Sitas y acierta en distinguir a la verdadera. Los Ramcharitmanas narran que la diosa Sati, esposa del dios Shiva, trata de probar a Rama al aparecer ante él disfrazada de Sita cuando él está buscando a esposa secuestrada. Sin embargo, Rama reconoce que no es Sita.
En algunas adaptaciones del Ramayana, otros personajes también usan dobles para salvarse de Ravana. Un texto Tamil narra como Ravana pide a Parvati como su esposa, sin embargo Vishnu, disfrazado de sabio, engaña a Ravana haciéndoles creer que Shiva le había otorgado una Parvati falssa. Ravana obliga a Shiva a darle a la verdadera Parvati y esta vez Shiva le da una Parvati falsa, por lo que la verdadera regresa sana y salva a Lanka. En el Ramayana Malay, Ravana fija su mirada en la madre de Rama, sin embargo, ella transforma una rana a su imagen, engañando a Ravana.
Otras divinidades, también usaron dobles; en textos sánscritos, Sati crea una doble que la quema, mientras que la Sati real renace como Parvati. En el Mahabharata, la diosa Svaha, asume la forma de seis esposas diferentes de Saptarishi (siete grandes sabios), de quien Agni se enamora y tiene coito con él; después, Svaha se casa con Agni.
Otras culturas también usan dobles para salvar a sus protagonistas del sufrimiento. Tradiciones gnósticas cristianas sugieren que Simón de Cyrene, fue crucificado en vez de Jesús. A diferencia del cristianismo, "los dobles divinos" son aceptados en los textos griegos e hindúes. En algunos recuentos de la Guerra de Troya, un fantasma de Helena de Troya es secuestrada por Paris, lo cual genera la gran guerra; una historia paralela al secuestro de Maya Sita.